# Borya sphaerocephala
Borya sphaerocephala là một loài thực vật có hoa trong họ Boryaceae. Loài này được R.Br. mô tả khoa học đầu tiên năm 1810.